# Gieorgijewskij (rejon chomutowski)
Gieorgijewskij (ros. Георгиевский) – osiedle typu wiejskiego w zachodniej Rosji, w sielsowiecie kalinowskim rejonu chomutowskiego w obwodzie kurskim.

## Geografia
Miejscowość położona jest nad ruczajem Kalinowyj, 3 km od centrum administracyjnego sielsowietu kalinowskiego (Kalinowka), 4,5 km od centrum administracyjnego rejonu (Chomutowka), 119 km od Kurska.

## Demografia
W 2010 r. miejscowość zamieszkiwało 35 osób.